# Eija Irene Korhonen

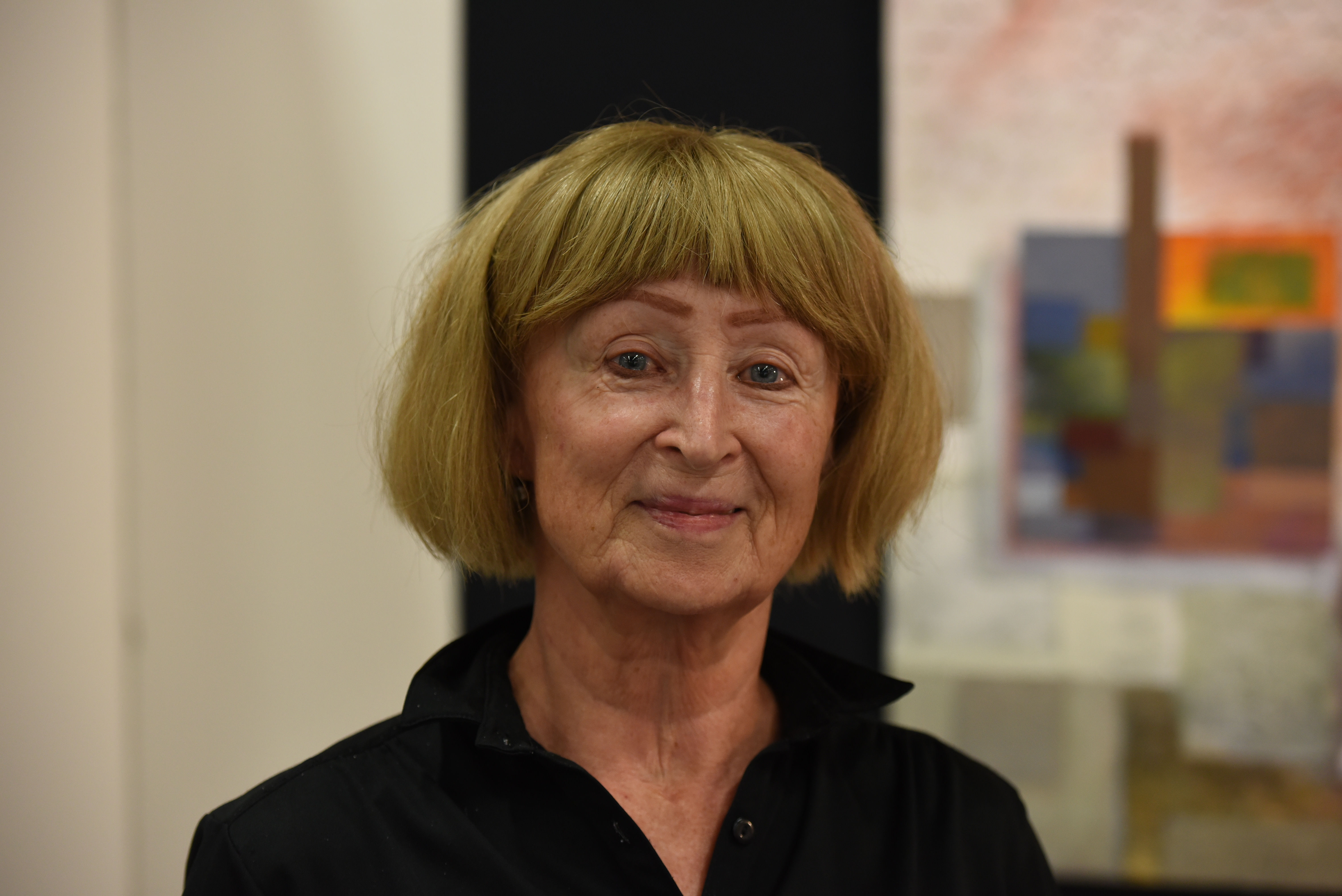
Eija (Irene) Korhonen på Bokmässan i Göteborg 2022.

Eija (Irene) Korhonen, född 1954, är en finländsk konstnär och författare, från Helsingfors.
År 1996 blev fil.mag. Eija Korhonen doktorand på forskarutbildningen vid Göteborgs universitet och skrev bl.a. en bok som sammanställer hälsopsykologisk forskning och vidgar begreppet hälsopsykologi. Utöver flera litterära och konstnärliga verk, skriver Korhonen barnbilderböcker på finska och svenska.
Eija Korhonens konst är främst målningar i olja, akryl, blandtekniker och grafik. Hon arbetar även med akvarell och skulptur. Därtill illustrerar hon själv sina barnbilderböcker. Hon skriver både vetenskapligt och faktatexter för vuxna, samt bilderböcker för barn. Korhonen har haft flera separatutställningar och har deltagit i många samlingsutställningar. Under åren 1978–2018 arbetade hon vid sidan av sitt eget skapande som konstlärare. Hon höll kurser i olika måleritekniker, från kreativt bildskapande till ikonmåleri och skulptur mm., såväl som kurser i konsthistoria och konstvetenskap, både på svenska och på finska i Göteborg och omnejd. Hennes verksamhet hette Bildskapandets Finesser & Fröjd och  från 1978 till 2018 var hennes konstkurser mestadels stationerade på en folkhögskola i Göteborg.
Eija Korhonen är dotter till Voitto Korhonen, ekonomichef på finska Gulf Oil i Helsingfors, och Elena Korhonen, född Piteran. Eija Korhonens farfar Kalle Emerik Korhonen var finländsk författare, översättare och missionär, stationerad i Kina under åren 1910–1935. Han översatt också den stora boken om konfucianism till finska (Kung Fu Tse suuri oppi, Otava, 1929 ) 
Eija Korhonen är bosatt i Göteborg.

## Böcker av Eija I. Korhonen
- Encircling Research on Psychological Well-being and Health: Confounding and conceptual circularity. (2000). https://libris.kb.se/bib/4fr9tn682ccxhlnt https://gu-se-primo.hosted.exlibrisgroup.com/primo-explore/fulldisplay?docid=46GUB_KOHA2678429&context=L&vid=46GUB_VU1&lang=sv_SE&search_scope=default_scope&adaptor=Local%20Search%20Engine&tab=default_tab&query=any,contains,encircling%20research%20on%20psychological%20well-being%20and%20health.%20Students%20guide&sortby=rank
- Predictors of well-being. Confounding and conceptual circularity in well-being research. https://libris.kb.se/bib/hr7gfthgf1vk5g65 https://gu-se-primo.hosted.exlibrisgroup.com/primo-explore/search?query=any,contains,Predictors%20of%20well-being.%20Confounding%20and%20conceptual%20circularity%20in%20well-being%20reseacrh&tab=default_tab&search_scope=default_scope&vid=46GUB_VU1&lang=sv_SE&offset=0
- En bok om människan och livet - livselixir, 2005; ISBN 9789163166785 2024
- Och vi sjöng ... av Elisa Liv Svensson, 2019; ISBN 9789198636567 https://libris.kb.se/bib/gwf1v038dpmjsb72
- Hej och hopp! Stoj och galopp! https://libris.kb.se/bib/1bktm0frz5jm307j
- Strutten, 2019; ISBN 9789163970443 https://libris.kb.se/bib/dq44bdj5b2bdwntg
- Heppu, 2019; ISBN 9789163970450 https://libris.kb.se/bib/lxg0q7v6j3w3g0lc
- Tomten Tobbe, 2020; ISBN 9789198636529 https://libris.kb.se/bib/s52sj7c2qt16cb4v
- Toope Tonttu, 2020; ISBN 9789198636512 https://libris.kb.se/bib/7lh7znsf5f2qw1gl
- Karamellstaden, 2021; ISBN 9789198636543 https://libris.kb.se/bib/s6rch6rjqn6nfmw8
- Karamellikaupunki, 2021; ISBN 9789198636536 https://libris.kb.se/bib/9p8v0p8w7fcrsb16
- Kalle och Saga Klurig, 2023; ISBN 9789198636598 https://libris.kb.se/bib/q734nrd7nrbfvwd2
- Kalle ja Saaga Kekseliäs, 2023; ISBN 9789198636581 https://libris.kb.se/bib/5njk36tw3qrjck8w
- Drottning Saga, 2024; ISBN 9789152779965 https://libris.kb.se/bib/0kxz82d6x01lbt07
- Kuningatar Saaga 2024; ISBN 9789152779958 https://libris.kb.se/bib/0kxz82fjx0vpjk51
- En bok om människan och livet - livselixir, 2024, toinen painos; ISBN 9789152779972 https://libris.kb.se/hitlist?f=simp&q=Eija+I+Korhonen&r=&m=10&s=r&t=&d=libris&p=2
- Vad händer i skogen? utkommer aug 2025 ISBN 9789152779989 https://libris.kb.se/hitlist?d=libris&q=Eija+I+Korhonen&f=simp&spell=true&hist=true&mf=&p=1
- Mitä metsässä tapahtuu? utkommer aug 2025 ISBN 9789152779996 https://libris.kb.se/hitlist?d=libris&q=Eija+I+Korhonen&f=simp&spell=true&hist=true&mf=&p=1